# Féniers
Féniers är en kommun i departementet Creuse i regionen Nouvelle-Aquitaine i de centrala delarna av Frankrike. Kommunen ligger i kantonen Gentioux-Pigerolles som tillhör arrondissementet Aubusson. År 2022 hade Féniers 108 invånare.

## Befolkningsutveckling
Antalet invånare i kommunen Féniers
Referens:INSEE